# Дългата война
Дългата война (1591/1593 – 1606), известна още и като Тринадесетгодишната война или Петнадесетгодишната война, се води в пограничните османско-хабсбургски владения и територии в Централна Европа, както и в Трансилвания, Молдова и Влашко.
Войната е започната от османците, след изтичането на срока по второто подновяване на Одринския мирен договор от 1568 г. Дългата война е пряко продължение на Стогодишната хърватско-османска война и като повод за избухването ѝ служи обсадата на Сисак от босненския бейлербей Хасан паша Предоевич. В битка при Сисак сърбите са разбити. Хасан паша е убит от хърватите. На 27 април 1594 г. на площада във Врачар, днес в Белград, мощите на Свети Сава Сръбски са изгорени от Синан паша.
Християнските сили, обединени в Антиосманска лига постигат значителни успехи, като влашкият войвода Михай Витязул успява да разпростре властта си и над Молдова и Трансилвания, както и да предприеме през 1596 г. нападения над османски области и градове южно от Дунав, сред които Видин, Плевен, Никопол и Бабадаг. Военните успехи на Витязул водят и до Първо Търновско въстание срещу османската власт. Диванът убеждава султана да застане начело на първия военен поход към Централна Европа от времето на Сюлейман Великолепни. Еничарите прекосяват Виа Милитарис и в битката при Керестец на 24 – 26 октомври 1596 г. разбиват противника. След битката, султанът се прибира в Истанбул, и военните действия продължават спорадично и без сериозни успехи за никоя от страните. Започват дълги и безрезултатни мирни преговори.
През 1604 г. избухва въстанието на протестантите в Трансилвания, начело с магната Ищван Бочкай. От друга страна новият султан влиза в Персийско-османската война (1603–1618) и двете страни се виждат принудени да сключат мирно споразумение – Житваторогски мирен договор от 11 ноември 1606 г. по силата на който срещу малки териториални отстъпки, австрийските Хабсбурги се освобождават от задължението да заплащат на османския султан наем (приеман от Портата като харадж) за унгарските си владения, по-известни като Хабсбургска Унгария.